# Antonio Greco
Antonio Greco (1923. szeptember 17. – ?) válogatott bolíviai labdarúgó.
A bolíviai válogatott tagjaként részt vett az 1950-es világbajnokságon.

## Külső hivatkozások
- Antonio Greco – a FIFA adatbázisában